# Bisfenol E
Bisfenol E, 1,1-bis(4-hidroxifenil)etano ou 4,4'-etilideno-bisfenol (abreviado BPE, do inglês bisphenol E) é o composto orgânico de fórmula C14H12O2.
Tem aplicação como matéria-prima para policarbonato e poliéster.
Forma éster cianato que possui aplicação em compósitos avançados.
Apresenta fotossensibilidade na presença de ciclodextrina.